# Blighty
Blighty is een plaats in de Australische deelstaat New South Wales en telt 335 inwoners (2006).